# Parafia Najświętszego Serca Pana Jezusa w Wicinie
Parafia Najświętszego Serca Pana Jezusa w Wicinie – parafia rzymskokatolicka położona w dekanacie Lubsko, diecezji zielonogórsko-gorzowskiej, metropolii szczecińsko-kamieńskiej w Polsce, erygowana w 1974.

## Zasięg parafii
- Bieszków
- Guzów
- Roztoki
- Stara Woda
- Tuchola Żarska
  - Tuchola Duża
  - Tuchola Mała
- Wicina
- Zabłocie